# Arquidiocese de Kingston
A Arquidiocese de Kingston (Archidiœcesis Regiopolitana) é uma arquidiocese da Igreja Católica situada em Kingston, Canadá. Seu atual arcebispo é Michael Mulhall. Sua Sé é a Catedral de São José de Edmonton.
Possui 50 paróquias servidas por 64 padres, contando com 36,4% da população jurisdicionada batizada.

## História
A arquidiocese de Kingston, situada em Ontário oriental, é a mais antiga diocese católica anglófona do Canada.
O vicariato apostólico do Canadá superior foi eregido em 12 de janeiro de 1819, recebendo o território da diocese de Québec (hoje arquidiocese).
Em 27 de janeiro de 1826 com o breve Inter multiplices do Papa Leão XII o vicariato apostólico foi elevado a diocese e assume o nome de diocese de Kingston. Com outro breve Inter multiplices de 14 de fevereiro do mesmo ano a diocese foi declarada imediatamente sujeita à Santa Sé.
Em 17 de dezembro de 1841, em 25 de junho de 1847 e em 3 de fevereiro de 1874 cede porções do seu território em vantagem da ereção respectivamente da diocese de Toronto (hoje arquidiocese), da diocese de Bytown (hoje arquidiocese de Ottawa) e do vicariato apostólico do Canadá setentrional (hoje diocese de Peterborough). Para a mesma diocese de Peterborough deu outros territórios em 11 de julho de 1882.
A diocese é depois elevada ao posto de arquidiocese metropolitana em 28 de dezembro de 1889.
Em 21 de janeiro de 1890 cedeu outra porção de território em vantagem da ereção da diocese de Alexandria (atual diocese de Alexandria-Cornwall).
Muitas línguas, culturas e comunidades diferentes são servidas com diferentes apostolados: comunidade francófona, hispânica, ucraniana e polonesa, bem como os ministérios da juventude, dos prisioneiros, dos surdos e doentes. Estes apostolados, paróquias, missões e os ministérios são suportados por ambos os sacerdotes diocesanos ambos das comunidades religiosas de mulheres religiosas, diáconos e leigos.

## Prelados
| #                        | Nome                             | Período    | Notas                       |
| Arcebispos               | Arcebispos                       | Arcebispos | Arcebispos                  |
| ------------------------ | -------------------------------- | ---------- | --------------------------- |
| 10º                      | Michael Mulhall                  | 2019-atual |                             |
| 9º                       | Brendan Michael O'Brien          | 2007-2019  |                             |
| 8º                       | Anthony Giroux Meagher †         | 2002-2007  |                             |
| 7º                       | Francis John Spence †            | 1982-2002  |                             |
| 6º                       | Joseph Lawrence Wilhelm †        | 1966-1982  |                             |
| 5º                       | Joseph Anthony O'Sullivan †      | 1944-1966  |                             |
| 4º                       | Richard Michael Joseph O'Brien † | 1938-1943  |                             |
| 3º                       | Michael Joseph Spratt †          | 1911-1938  |                             |
| 2º                       | Charles-Hugues Gauthier †        | 1898-1910  | Nomeado Arcebispo de Ottawa |
| 1º                       | James Vincent Cleary †           | 1889-1898  |                             |
| Arcebispos-coadjutores   |                                  |            |                             |
|                          | Michael Joseph O’Brien           | 1929-1938  |                             |
| Bispos                   |                                  |            |                             |
| 6º                       | James Vincent Cleary †           | 1880-1889  |                             |
| 5º                       | John O'Brien †                   | 1875-1879  |                             |
| 4º                       | Edward John Horan †              | 1858-1874  |                             |
| 3º                       | Patrick Phelan, P.S.S. †         | 1857-1857  |                             |
| 2º                       | Rémi Gaulin †                    | 1840-1857  |                             |
| 1º                       | Alexander MacDonell †            | 1819-1840  |                             |
| Bispo-coadjutor          |                                  |            |                             |
|                          | Patrick Phelan, P.S.S.           | 1843-1852  |                             |
|                          | Rémi Gaulin                      | 1833-1840  |                             |
|                          | Thomas Weld                      | 1826-1830  |                             |
| Administrador Apostólico |                                  |            |                             |
|                          | Patrick Phelan, P.S.S.           | 1852-1857  |                             |